# Bojana Stamenov
Bojana Stamenov (en serbio:Бојана Стаменов);(n. Belgrado, Serbia, 24 de junio de 1986) es una cantante y músico serbia. Es conocida por haber sido la ganadora de la tercera edición de la versión serbia del programa de televisión Got Talent, Ja imam talenat! y emitido en Radio-Televizija Srbije (RTS) y también por ser la representante de Serbia en el Festival de la Canción de Eurovisión 2015.

## Biografía
Nacida el día 24 de junio de 1986, en la ciudad de Belgrado durante la época de la República Federativa Socialista de Yugoslavia. Comenzó a cantar en su niñez a la edad de siete años. Cuando cursaba en la escuela de secundaria comenzó a dar clases de canto, guitarra, laúd, Guzla y flauta, llegando a diplomarse en todo ello siendo a lo que se quería dedicar en su vida. Durante su formación de canto, se especializó en los géneros musicales de Soul, Jazz, Funk, Electropop y R&B contemporáneo.
En 2011 sacó una canción titulada "Ludi i mladi", junto al cantante serbio Aleksa Jelić. Posteriormente en 2012, fue la ganadora en dúo junto a su compañero Nikola Rokvić de la tercera edición de la versión serbia del programa de televisión británico Got Talent, llamado Ja imam talenat! y emitido en la Radio-Televizija Srbije (RTS), donde cantaron canciones de artistas como Chaka Khan, James Brown o Aretha Franklin y donde quedó como subcampeona la joven cantante Emilija Djonin. Durante ese año tras su participación en el programa, sacó dos nuevas canciones tituladas "I Feel Free" y "Spinnin" y en 2013 "There's No Need to Be Shy".
Durante mucho tiempo, también a estado participando en numerosos espectáculos infantiles en el Boško Buha Theatre de su ciudad natal, Belgrado.

### Eurovisión 2015
El día 15 de febrero de 2015, participó en la selección nacional Odbrojavanje za Beč, con la canción compuesta por Vladimir Graić titulada "Beauty never lies", con la que obtuvo el máximo total de puntos consiguiendo ser la representante de Serba en el Festival de la Canción de Eurovisión 2015 que se celebró en el estadio Wiener Stadthalle de la capital austriaca, Viena. En el festival de eurovisión fue acompañada por cuatro coristas y tras haber superado la semifinal, actuó en la gran final del 23 de mayo, saliendo en octava posición y finalizando en décimo lugar con un total 53 puntos conseguidos.